# 루이즈 카를로스 바스콘셀로스

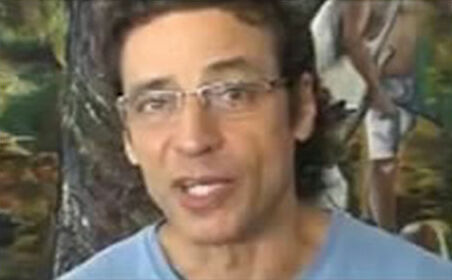

루이즈 카를로스 바스콘셀로스(Luiz Carlos Vasconcelos, 1954년 6월 25일 ~ )는 브라질의 배우, 영화배우이다.

## 영화
- 더 미드데이 썬 (2009년)
- 무툼 (2007년)
- 카란디루 (2003년)
- 태양의 저편 (2001년) - 살루스티아노 역
- 너 나 그들 (2000년)